# Pistacia eurycarpa
Pistacia eurycarpa is een plantensoort uit de pruikenboomfamilie (Anacardiaceae). Het is een bladverliezende struik of kleine boom, die meestal een groeihoogte bereikt tot 5 meter. De boom heeft felrode vruchten die ongeveer 7 millimeter lang en 8 millimeter breed zijn. 
De soort komt voor in West-Azië en Centraal-Azië, van Oost-Turkije tot in Afghanistan. Hij groeit daar op rotsachtige of steenachtige hellingen (leisteen of kalksteen) en in loofbossen met eiken, op hoogtes tussen 1100 en 1800 meter. De soort staat op de Rode Lijst van de IUCN geklasseerd als 'niet bedreigd'.
Delen van de boom worden uit het wild geoogst en gebruikt voor verschillende doeleinden. De bladeren worden gekookt om een kauwgom te bereiden of voor het zetten van medicinale thee. Verder wordt ook een kauwgom gemaakt van het verse gomachtige exsudaat dat wordt verkregen uit geplette stengels. Dit exsudaat wordt gekookt in water om de kauwgom te verkrijgen. Zowel jonge, onrijpe vruchten als rijpe vruchten kunnen gegeten worden. Rijpe vruchten worden gezouten en ook de zaden zijn eetbaar. Zowel verse als gedroogde vruchten worden gebruikt als specerij en gemengd met yoghurt.
De boom bevat een gomhars die gebruikt wordt om huidziekten, brandwonden en schroeiplekken te behandelen. Een mengsel van deze gom met fijn geraspte zeep gemaakt van pistacia-olie, wordt gebruikt om oude wonden  te reinigen of steenpuisten weg te laten halen. Olie-extracten van deze boom worden gebruikt in sommige cosmetische zepen.